# Idioma tojolabal
El tojolabal (Tojol-ab'al) es una lengua mayense hablada por la etnia del mismo nombre (véase: tojolabales) que habita en la zona centro oriental del Estado Chiapas, en México. Es una de las aproximadamente 30 lenguas mayas que se reconocen actualmente. Según las estadísticas, su número de hablantes asciende a 43 369 (véase: enlistado I.N.E.G.I. ) que viven en las zonas rurales de los municipios de Las Margaritas,    Comitán de Domínguez, La Independencia, La Trinitaria, Maravilla Tenejapa, Ocosingo y Altamirano, de acuerdo con el Catálogo de las Lenguas Indígenas Nacionales del INALI 2008. 
El nombre tojolabal o mejor Tojol’ab’al (según la ortografía propia más aceptada) significa en sí mismo ”discurso recto” o “palabra que se escucha sin engaños”, ya que se compone de los vocablos tojol, que significa 'recto', 'correcto', 'justo', 'derecho', y ‘ab’al que se refiera a la palabra que se escucha o al discurso que se da, quedando así los tojolabales como “hombres de la palabra recta”.

## Filiación lingüística
Existen diferentes propuestas acerca de la filiación lingüística del tojolabal. Por una parte, Kaufman (1976) lo agrupa en la rama de las lenguas kanjobaleanas, junto con el chuj, mientras que Robertson (1977) lo clasifica dentro de las lenguas tseltanas. Por su parte, Law (2014, 2017) propone que se trata de una lengua mixta que surgió gracias al contacto entre el chuj y el tseltal.

## Morfología y sintaxis
El tojolabal es una lengua de marcación en el núcleo, de acuerdo con la tipología de Nichols (1986), lo que quiere decir que los argumentos de un predicado están contenidos en el verbo mediante recursos morfológicos, a partir de prefijos y sufijos que se concatenan a las raíces verbales.

### Alineamiento
Como el resto de las lenguas de la familia maya, se trata de una lengua que tiene un alineamiento ergativo-absolutivo. Esto quiere decir que expresa morfológicamente de la misma forma al sujeto de los verbos intransitivos y al objeto de los verbos transitivos, con morfemas de persona absolutiva que se sufijan a la raíz verbal, y de manera distinta a los sujetos de los verbos transitivos, con morfemas de persona ergativa que se prefijan al verbo, como se muestra en el siguiente ejemplo:
(1)  mok'yon
mok'-y-on
caer-EP-1ABS
'me caí'
(2)  amak'awon
a-mak'-a-w-on
2ERG-pegar-SET-EP-1ABS
'me pegaste'

### Marcas de persona
El tojolabal, al igual que otras lenguas indígenas de América, tiene distinciones de clusividad, es decir posee dos formas verbales para la primera persona del plural ('nosotros') diferenciando el nosotros inclusivo ('yo + tú' o 'yo + tú + otro(s)') con el nosotros exlcusivo ('yo + otro(s), pero no tú' o 'yo + otro(s) pero no alguien que me escucha'), algunos ejemplos:
(3) a. kilatik
k-il-a-0-tik
1ERG-ver-SET-3ABS-1PL.INC
'lo vimos' (yo lo vi y tú lo viste)

b. kilatikon
k-il-a-0-tikon
1ERG-ver-SET-3ABS-1PL.INC
'lo vimos' (yo lo vi y otro lo vio, aunque tú no lo viste)

(4) a. jk'anatik
j-k'an-a-0-tik
1ERG-querer-SET-3ABS-1PL
'quisimos' (yo quise y tú quisiste)

b. jk'anatikon
j-k'an-a-0-tik
1ERG-querer-SET-3ABS-1PL
'quisimos nosotros pero no tú'

### Orden de Constituyentes
La forma más simple para estructurar una cláusula en el idioma es la siguiente: 
Verbo + complemento + sujeto
Respecto del orden de constituyentes (orden de palabras), algunos autores han propuesto que se trata de una lengua con un orden básico de constituyentes VOA, como se puede ver en el ejemplo (3). (Véase Furbee-Losee, 1976; Brody, 1982, 1984; Lenkersdorf, 2010). No obstante, este orden puede alterarse por factores semánticos o pragmáticos. Por su parte, Curiel (2007) sugiere que el orden de constituyentes en tojolabal está determinado por la estructura de la información.  
(5)      V                                             O                     A
         s-mak’-a-ø                              hwan               manwel
3ERG-golpear-TT-3ABS        Juan                 Manuel
‘Manuel golpeó a Juan’